# Präludium und Fuge d-Moll BWV 851 (Das Wohltemperierte Klavier, I. Teil)
Präludium und Fuge d-Moll, BWV 851, bilden ein Werkpaar im 1. Teil des Wohltemperierten Klaviers, einer Sammlung von Präludien und Fugen für Tasteninstrumente von Johann Sebastian Bach.

## Präludium
In diesem Präludium, mit improvisatorischem, toccata-ähnlichem Charakter, fallen zunächst vor allem die Bewegung der Bassstimme sowie zum Abschluss des Stückes einige kühne harmonische Fortschreitungen auf.
Die Ähnlichkeit der Präludien in C-Dur und c-Moll entspricht derjenigen der Präludien in D-Dur und d-Moll. Eine Spielfigur wird in den ersten 14 Takten des d-moll-Präludiums zu immer wieder neuen Varianten umgeformt. Diese Figur kann als Akkordfolge oder als zweistimmiger Satz verstanden werden, gleichzeitig aber auch als ein Motiv, das jeweils in einer Dreiergruppe von auftaktig gesetzten Sechzehntelnoten erscheint. Ab Takt 15 wird die Spielfigur aufgegeben und durch einen verstärkten Akkordsatz mit einem Orgelpunkt auf D ersetzt.
Im Takt 24 und 25 folgen einander verminderte Dreiklänge in der solistisch auftretenden Oberstimme, mit einer enharmonischen Verwechslung zwischen Dis und Es, bevor sich das Werk im abschließenden Takt 26 mit einer Akkordfolge nach D-Dur auflöst. Eine ähnliche enharmonische Verwechslung ist in Hommage an Johann Sebastian Bach zu finden, der Nr. 79 von Béla Bartóks Mikrokosmos.

## Fuge
Das Fugenthema wird im Verlaufe des dreistimmigen Stücks in komplexer Weise verarbeitet. Das Thema erscheint 18-mal in seiner Urgestalt und sechsmal als Umkehrung, mit spiegelbildlich verkehrten Intervallen. Der Themeneinsatz in Takt 8 auf der II. Stufe enthält eine melodische Verzerrung: aus dem Ambitus einer verminderten Septime wird der einer verminderten Oktave.
Als weitere kontrapunktische Meisterleistungen finden sich hier zahlreiche Engführungen und Scheineinsätze, die auf den Themenkopf beschränkt sind. In den Takten 27–29 wird das Thema mit seiner eigenen Umkehrung kombiniert, und dies sogar in Engführung. Die Fuge enthält 44 Takte, wobei die Fugenmitte in Takt 21 als Kadenz nach a-Moll deutlich gekennzeichnet ist. Die beiden Schlusstakte überraschen mit einer plötzlichen, homophonen Sechsstimmigkeit – ein Unikum in einer dreistimmigen Fuge.